# Список зарубежных поездок Харальда V

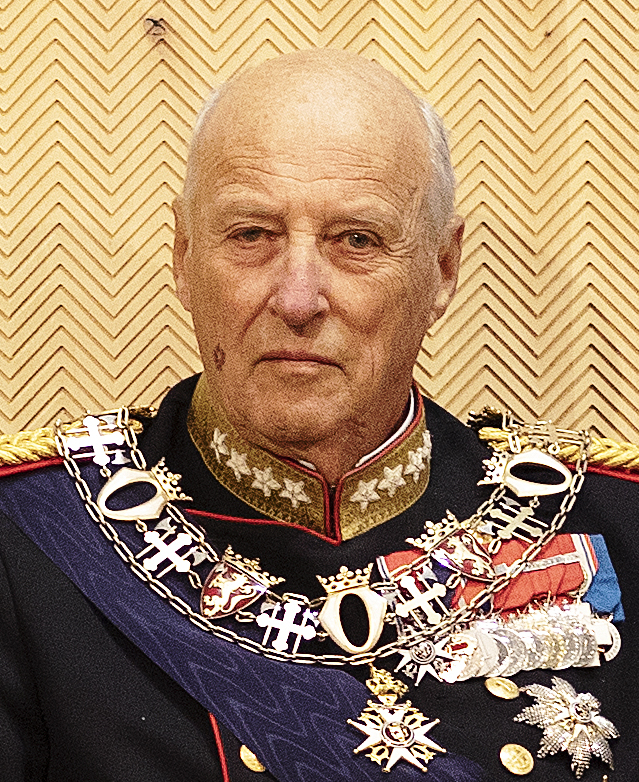
Король Норвегии Харальд V

Государственные визиты часто проходят при участии глав государств или монархов, а также крупных торговых делегаций и считаются значимым событием, способствующим укреплению торговых, деловых, культурных и политических связей между двумя государствами. С началя своего правления в 1991 году король Норвегии Харальд V (норв. Harald V) совершил не менее 49 поездок в 43 страны. В поездках короля сопровождает королева-консорт Соня. 
Свой первый международный государственный визит Харальд V нанес в Данию в октябре 1991 года, а последний — в Иорданию в марте 2020 года. В число данных поездок входят 2 визита в Финляндию (1993, 2007), Германию (1994, 2007), Польшу (1996, 2012), Китай (1997, 2018), Южную Африку (1998, 2009) и Италию (2001, 2016).  Помимо этих стран, король посетил Данию (1991), Швецию (1992), Исландию (1992), Великобританию (1994), Испанию (1995), США (1995), Нидерланды (1996), Люксембург (1996), Австрию (1996), Чехию (1997), Эстонию (1998), Россию (1998), Латвию (1998), Литву (1998), Румынию (1999), Францию (2000), Японию (2001), Ватикан (2001), Канаду (2002), Венгрию (2002), Бельгию (2003), Бразилию (2003), Грецию (2004), Сингапур (2004), Вьетнам (2004), Швейцарию (2006), Ирландию (2006), Португалию (2008), Словакию (2010), Словению (2011), Хорватию (2011), Турцию (2013), Мьянму (2004), Австралию (2015), Аргентину (2018), Чили (2019) и Иорданию (2020).

## Визиты
По состоянию на апрель 2025 года, ниже приведено количество визитов:
- 2 визита — Финляндия, Германия, Польша, Китай, Южная Африка, Италия
- 1 визит — Дания, Швеция, Исландия, Великобритания, Испания, США, Нидерланды, Люксембург, Австрия, Чехия, Эстония, Россия, Латвия, Литва, Румыния, Франция, Япония, Ватикан, Канада, Венгрия, Бельгия, Бразилия, Греция, Сингапур, Вьетнам, Швейцария, Ирландия, Португалия, Словакия, Словения, Хорватия, Турция, Мьянма, Австралия, Аргентина, Чили, Иордания

### 1990-е
| Дата                         | Страна визита  | Место/а визита | Цель визита                                                                                                 | Примечания |
| ---------------------------- | -------------- | -------------- | --- | ---------- |
| 28–30 октября 1991           | Дания          | Копенгаген     | Встреча с королевой Дании Маргрете II и принцем-консортом Хенриком                                          | [ 3 ]      |
| 12–14 мая 1992               | Швеция         | Стокгольм      | Встреча с королем Швеции Карлом XVI Густавом                                                                | [ 4 ]      |
| 7–9 сентября 1992            | Исландия       | —              | Встреча с президентом Исландии Вигдис Финнбогадоуттир                                                       | [ 5 ]      |
| 23–25 марта 1993             | Финляндия      | Хельсинки      | Встреча с президентом Финляндии Мауно Койвисто и первой леди Таллерво                                       | [ 6 ]      |
| 18–21 апреля 1994            | Германия       | —              | Встреча с федеральным президентом Германии Рихардом фон Вайцзеккером и первой леди Марианной фон Вайцзеккер | [ 7 ]      |
| 6–9 июля 1994                | Великобритания | Эдинбург       | Встреча с королевой Великобритании Елизаветой II и принцем-консортом Филиппом                               | [ 8 ]      |
| 25–28 апреля 1995            | Испания        | Мадрид         | Встреча с королем Испании Хуаном Карлосом I и королевой-консортом Софией                                    | [ 9 ]      |
| 30–31 октября 1995           | США            | Вашингтон      | Встреча с президентом США Биллом Клинтоном и первой леди Хиллари                                            | [ 10 ]     |
| 15–17 апреля 1996            | Нидерланды     | —              | Встреча с королевой Нидерландов Беатрикс и принцем-консортом Клаусом фон Амсбергом                          | [ 11 ]     |
| 18–19 апреля 1996            | Люксембург     | —              | Встреча с великими герцогом Люксембурга Жаном и великой герцогиней Жозефиной                                | [ 1 ]      |
| 28–31 августа 1996           | Австрия        | Вена           | Встреча с президентом Австрии Томасом Клестилем                                                             | [ 12 ]     |
| 14–16 октября 1996           | Польша         | —              | Встреча с президентом Польши Александром Квасьневским и первой леди Иолантой Квасьневской                   | [ 13 ]     |
| 18–20 марта 1997             | Чехия          | Прага          | Встреча с президентом Чехии Вацлавом Гавелом и первой леди Дагмар Гавловой                                  | [ 14 ]     |
| 23–30 октября 1997           | Китай          | Пекин, Шанхай  | Встреча с председателем КНР Цзян Цзэминем и его женой Ван Епин                                              | [ 15 ]     |
| 22–28 февраля 1998           | Южная Африка   | Кейптаун       | Встреча с президентом ЮАР Нельсоном Манделой                                                                | [ 16 ]     |
| 25–30 мая 1998               | Россия         | Москва         | Встреча с президентом России Борисом Ельциным и первой леди Наиной Ельциной                                 | [ 17 ]     |
| 31 августа – 1 сентября 1998 | Эстония        | —              | Встреча с президентом Эстонии Леннартом Мери и первой леди Хелле Мери                                       | [ 18 ]     |
| 2–3 сентября 1998            | Латвия         | Рига           | Встреча с президентом Латвии Гунтисом Улманисом и первой леди Айной Ульмане                                 | [ 19 ]     |
| 4–5 сентября 1998            | Литва          | Вильнюс        | Встреча с президентом Литвы Валдасом Адамкусом и первой леди Альмой Адамкене                                | [ 20 ]     |
| 20–22 сентября 1999          | Румыния        | Бухарест       | Встреча с президентом Румынии Эмилем Константинеску и первой леди Надиной Константинеску                    | [ 21 ]     |

### 2000-е
| Дата                | Страна визита | Место/а визита             | Цель визита                                                                              | Примечания |
| ------------------- | ------------- | -------------------------- | ---------------------------------------------------------------------------------------- | ---------- |
| 1–3 марта 2000      | Франция       | Париж                      | Встреча с президентом Франции Жаком Шираком и первой леди Бернадетт Ширак                | [ 22 ]     |
| 25–31 марта 2001    | Япония        | Токио                      | Встреча с императором Японии Акихито и императрицей-консортом Митико                     | [ 23 ]     |
| 23–25 октября 2001  | Италия        | Рим                        | Встреча с президентом Италии Карло Чампи и первой леди Франкой Пиллой                    | [ 24 ]     |
| 25 октября 2001     | Ватикан       | —                          | Встреча с папой Римским Иоанном Павлом II                                                | [ 25 ]     |
| 6–11 мая 2002       | Канада        | Оттава                     | Встреча с генерал-губернатором Канады Адриенной Кларксон и её супругом Джоном Ролстоном  | [ 26 ]     |
| 8–10 октября 2002   | Венгрия       | —                          | Встреча с президентом Венгрии Ференцем Мадлом и первой леди Дальмой Мадл                 | [ 27 ]     |
| 20–22 июня 2003     | Бельгия       | Брюссель                   | Встреча с королем Бельгии Альбертом II и королевой-консортом Паолой                      | [ 28 ]     |
| 7–11 октября 2003   | Бразилия      | Рио-де-Жанейро, Сан-Паулу  | Встреча с президентом Бразилии Луисом Инасиу Лула да Силвой и первой леди Марисой        | [ 29 ]     |
| 8–10 июня 2004      | Греция        | Афины, Халкидики           | Встреча с президентом Греции Константиносом Стефанопулосом                               | [ 30 ]     |
| 28–29 октября 2004  | Сингапур      | —                          | Встреча с президентом Сингапура Селлапаном Раманатаном и первой леди Урмилой Нандей      | [ 31 ]     |
| 1–5 ноября 2004     | Вьетнам       | —                          | Встреча с президентом Вьетнама Чан Дык Лыонгом                                           | [ 32 ]     |
| 5–6 апреля 2006     | Швейцария     | Берн                       | Встреча с президентом Швейцарии Морицем Лойенбергером                                    | [ 33 ]     |
| 18–20 сентября 2006 | Ирландия      | Дублин                     | Встреча с президентом Ирландии Мэри Макэлис и её супругом Мартином Макэлис               | [ 34 ]     |
| 5–7 июня 2007       | Финляндия     | Хельсинки, Эспоо           | Встреча с президентом Финляндии Тарьей Халонен и её мужем Пентти Араярви                 | [ 35 ]     |
| 15–17 октября 2007  | Германия      | Берлин, Дюссельдорф, Эссен | Встреча с президентом Германии Хорстом Кёлером и первой леди Евой Бонет                  | [ 36 ]     |
| 27–29 мая 2008      | Португалия    | Лиссабон                   | Встреча с президентом Португалии Анибалем Каваку Силва и первой леди Марией Каваку Силва | [ 37 ]     |
| 24–27 ноября 2009   | Южная Африка  | Претория                   | Встреча с президентом ЮАР Джейкобом Зума                                                 | [ 38 ]     |

### 2010-е
| Дата               | Страна визита | Место/а визита              | Цель визита | Примечания |
| ------------------ | ------------- | --------------------------- | --- | ---------- |
| 26–28 октября 2010 | Словакия      | Братислава                  | Встреча с президентом Словакии Иваном Гашпаровичем и первой леди Сильвией Гашпарович | [ 39 ]     |
| 9–10 мая 2011      | Словения      | Любляна                     | Встреча с президентом Словении Данило Тюрком и первой леди Барбарой Тюрк | [ 40 ]     |
| 12–13 мая 2011     | Хорватия      | Загреб                      | - Встреча с президентом Хорватии Иво Йосиповичем и первой леди Татьяной Йосипович - Встреча с председателем парламента Хорватии Лукой Бебич и премьер-министр Хорватии Ядранкой Косор - Посещение музея Мимара и налереи Ивана Мештровича королевой Соней                                 | [ 41 ]     |
| 9–11 мая 2012      | Польша        | Варшава                     | - Встреча с президентом Польши Брониславом Коморовским и первой леди Анной Коморовской - Возложение венка на могилу неизвестного солдата - Посещение музея Фридерика Шопена королевой Соней                                                                                               | [ 42 ]     |
| 5–7 ноября 2013    | Турция        | - Анкара - Стамбул          | - Встреча с президентом Турции Абдуллахом Гюль и первой леди Хайрюннисой Гюль, а также с премьер-министром Турции Реджеп Тайипом Эрдоганом - Посещение президентского комплекса, центра ухода и реабилитации «Сарай», детского сада «Дом любви» и центра современного искусства Cer       | [ 43 ]     |
| 1–5 декабря 2014   | Мьянма        | Нейпьидо                    | - Встреча с президентом Мьянмы Тейном Сейном - Посещение президентского дворца | [ 44 ]     |
| 23–27 февраля 2015 | Австралия     | - Канберра - Сидней - Перт  | - Встреча с генерал-губернатором Австралии Питером Косгроувом и его женой Хейзел, премьер-министром Австралии Тони Эбботтом и лидером оппозиции Биллом Шортеном - Посещение австралийского военного мемориала                                                                             | [ 45 ]     |
| 6–8 апреля 2016    | Италия        | - Рим - Милан               | - Встреча с президентом Италии Серджо Маттарелла и его дочерью Лаурой - Посещение Квиринальского дворца - Посещение дворца Киджи и встреча с премьер-министром Маттео Ренци - Возложение венка монументу Витториано                                                                       | [ 46 ]     |
| 6–8 марта 2018     | Аргентина     | Буэнос-Айрес                | - Встреча с президентом Аргентины Маурисио Макри и первой леди Хулианой Авадой - Посещение Каса Росада в Буэнос-Айресе - Вручение ордена Освободителя Сан-Мартина королю и орден Мая королеве - Вручение ордена Святого Олафа Маурисио Макри и орден заслуг Хулиане Аваде                 | [ 48 ]     |
| 11–19 октября 2018 | Китай         | - Дуньхуан - Пекин - Шанхай | - Встреча с председателем КНР Си Цзиньпином и его женой Пэн Лиюань - Посещение солнечной электростанции, городского детского сада и пещер Могао в Дуньхуане | [ 49 ]     |
| 26–31 марта 2019   | Чили          | Сантьяго                    | - Встреча с президентом Чили Себастьяном Пиньера и первой леди Сесилией Морель - Возложение венка памятнику Бернардо О’Хиггинса и посещение его могилы - Посещение Верховного суда Чили и встреча с его президентом Гарольдо Освальдо Брито Круз - Посещение Национального конгресса Чили | [ 50 ]     |

### 2020-е
| Дата           | Страна визита | Место/а визита | Цель визита | Примечания    |
| -------------- | ------------- | -------------- | --- | ------------- |
| 2–4 марта 2020 | Иордания      | Амман, Петра   | - Встреча с королем Иордании Абдаллой II и королевой Ранией - Встреча по вопросам рыбного промысла - Выступление королевы Сони на семинаре по бизнесу и торговле | [ 51 ] [ 52 ] |

## Комментарии
1. ↑  Также они встретили принца Нарухито и его жену Масако.
2. ↑  Короля сопровождали министр иностранных дел Норвегии Бёрге Бренде, министр торговли, промышленности и рыболовства Моника Маленд и министр рыболовства и прибрежных дел Элизабет Аспакер[англ.].
3. ↑  Короля сопровождали министр иностранных дел Норвегии Бёрге Бренде и министр торговли, промышленности и рыболовства Моника Маленд.
4. 1 2  Короля сопровождали министр иностранных дел Норвегии Бёрге Бренде и министр нефти и энергетики Торд Лиен[англ.].
5. ↑  Короля сопровождали министр иностранных дел Норвегии Ине Эриксен Сёрейде и министр торговли и промышленности Торбьорн Роу Исаксен[англ.].
6. ↑  В состав делегации также вошли свыше 300 представителей норвежской торговли и промышленности. Это крупнейшая бизнес-делегация из Норвегии, когда-либо участвовавшая в государственном визите.
7. ↑  Встреча была приурочена к 50-летию со дня установления отношений между Норвегией и Иорданией.
8. ↑  Короля сопровождали министр иностранных дел Норвегии Ине Эриксен Сёрейде и министр торговли и промышленности Иселин Нюбё.